# 疏毛水龙骨
疏毛水龙骨（学名：Polypodium transpianense）为水龙骨科水龙骨属下的一个种。

## 扩展阅读
- 維基物種上的相關：疏毛水龙骨